# Pachycerianthus maua
Espèce
Pachycerianthus maua est une espèce de la famille des Cerianthidae.

## Systématique
Le nom valide complet (avec auteur) de ce taxon est Pachycerianthus maua (Carlgren, 1900).
L'espèce a été initialement classée dans le genre Cerianthus sous le protonyme Cerianthus maua Carlgren, 1900.
Pachycerianthus maua a pour synonymes :
- Cerianthus mana
- Cerianthus maua Carlgren, 1900
- Cerianthus maúa Carlgren, 1900
- Pachycerianthus mana

## Publication originale
- Carlgren, O. (1900). Ostafrikanische Actinien. Gesammelt von Herrn Dr. F. Stuhlmann 1888 und 1889. Mittheilungen aus dem Naturhistorischen Museum. 17: 21-144.